# Campomierklauwier
De campomierklauwier (Sakesphoroides cristatus synoniem: Sakesphorus cristatus) is een zangvogel uit de familie Thamnophilidae (miervogels). Volgens in 2021 gepubliceerd DNA-onderzoek is plaatsing in het monotypisch geslacht Sakesphoroides qua verwantschap meer voor de hand liggend.

## Kenmerken
De campomierklauwier is circa 15 centimeter lang. De soort vertoont seksuele dimorfie. Het mannetje heeft een zwart kuifje en witte wangen. De bovenzijde van het mannetje is roodbruin; de onderzijde grijs wit met zwarte wit gestreepte staart. Het vrouwtje is bleek rood van boven en buffy wit van onder.

## Verspreiding en leefgebied
Deze vogel is endemisch in Brazilië en komt voor van Ceará en Maranhão tot Minas Gerais. De natuurlijke habitats zijn subtropische en tropische droge bossen en subtropische en tropische scrubland.

## Status
De grootte van de populatie is niet gekwantificeerd, maar de aantallen nemen – hetzij minder snel – af. Om deze redenen staat de campomierklauwier als niet bedreigd op de Rode Lijst van de IUCN.